# Hiéroglyphe égyptien V39
Le nœud d'Isis, tyet ou sang d'Isis, en hiéroglyphes égyptiens, est classifié dans la section V « Cordes, fibres, corbeilles, sacs etc. » de la liste de Gardiner ; il y est noté V39.

## Représentation
Il représente peut-être une courroie de sandale composée d'un nœud divisé en trois boucles. Il est translittéré tjt ou sty.

## Utilisation

### Linguistique
| U33 | t · Z1 | V39 |

| U33 | t · Z1 | V39 |

 On le retrouvera exceptionnellement en tant que phonogramme trilitère de valeur sty pour remplacer par exemple et par superstition dans les noms de Sa-Rê de Séthi Ier ou Séthi II le hiéroglyphe C7 de Seth.
Mais son utilisation symbolique est, comme la croix Ânkh ou le pilier Djed, beaucoup plus importante que son utilisation dans la langue. 

### Symbolique
C'est un symbole sacré égyptien existant depuis l'Ancien Empire et associé à la déesse Isis depuis le Moyen Empire. Il ressemble à un ânkh, ou à un signe de croix de vie dont la barre horizontale de chaque côté est retournée vers le bas.
Généralement représenté accompagné de l'Ânkh et du pilier Djed ; il devient durant le Nouvel Empire, en tant que symbole de la force d'Isis et de sa magie — car c'est à l'aide des nœuds d'un cordon qu'Isis a redonné vie à Osiris comme le mentionnent les textes des pyramides : « Isis et Nephtys ont utilisé leur magie sur toi avec les nœuds d'un cordon, dans la ville de Saïs… » —, une amulette protectrice courante placée à côté des momies ou sur celles-ci. L'amulette est le plus souvent en jaspe rouge, couleur du sang d'Isis. Elle possède un pouvoir protecteur, comme le mentionne la formule 156 du Livre des Morts :

« Tu disposes de ton sang, Isis, tu disposes de tes charmes, Isis, tu disposes de ta magie, Isis.L'amulette est la protection de ce grand dieu, qui réprime celui qui lui cause du tort. »